# Ponte Barizzo
Ponte Barizzo, è una borgata del comune di Capaccio Paestum, in provincia di Salerno.

## Geografia fisica

### Territorio
L'abitato si sviluppa in zona pianeggiante a 14 m s.l.m. circa, fra il fiume Sele e la borgata Capaccio Scalo, lungo la Strada statale 18 Tirrena Inferiore e le Strade provinciali 11 e 43. In base all'ultimo censimento (2001) ha 479 abitanti.

## Infrastrutture e trasporti

### Ferrovie
A Ponte Barizzo era attiva la "stazione ferroviaria di Albanella", dismessa a metà degli anni '80 del XX secolo e poi divenuta sede di un laboratorio di profumi.

## Sport

### Calcio
La frazione Ponte Barizzo è rappresentata dalla seguente squadra di calcio:
- Real Cascina - Terza Categoria Salerno Girone C.